# Historia Filipin

## Prehistoria (do 900)
Istnieją dowody na to, że wczesne homininy żyły na terenie dzisiejszych Filipin już 709 000 lat temu. Najstarsze  szczątki ludzkie znalezione na wyspach pochodzą z jaskiń Tabon na Palawan, datowane są na 47 000 ± 11–10 000 lat.

## Wczesne państwa (900–1565)
Najwcześniejszym znanym zachowanym zapisem pisemnym znalezionym na Filipinach jest inskrypcja z Laguna Copperplate. Do 1300 roku wiele dużych osad przybrzeżnych wyłoniło się jako centra handlowe i stało się centralnym punktem zmian społecznych. Uważa się, że handel z Chinami rozpoczął się w czasach dynastii Tang, ale rozwinął się w czasach dynastii Song. Indyjskie cechy kulturowe, takie jak terminy językowe i praktyki religijne, zaczęły rozprzestrzeniać się na Filipinach w X wieku, prawdopodobnie za pośrednictwem hinduskiego imperium Majapahit. W XV wieku islam przybył na archipelag  Sulu i stamtąd się rozprzestrzenił.
Państewka założone na Filipinach od X do XVI wieku to Maynila, Tondo, Namayan, Pangasinan, Cebu, Butuan, Maguindanao, Lanao, Sulu i Ma-i.

## Kolonizacja (1565–1946)

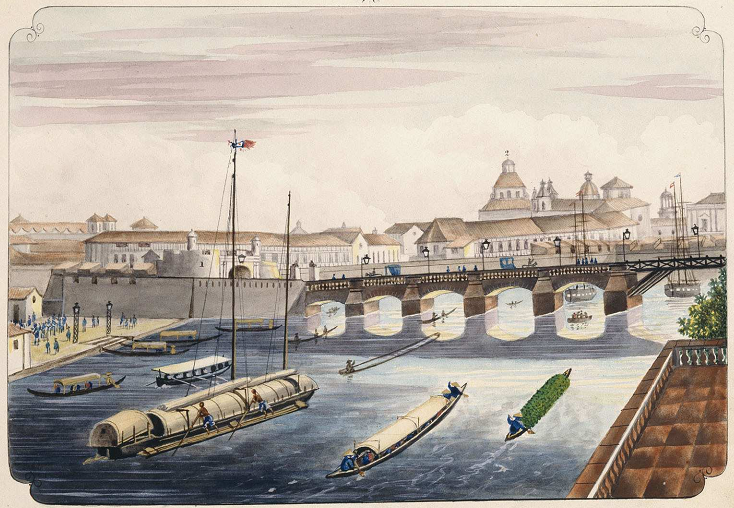
Manila w 1847 roku

W 1521 portugalski odkrywca Ferdynand Magellan przybył na Filipiny i przyłączył je do Królestwa Hiszpanii. Kolonizacja wysp rozpoczęła się od momentu pojawienia się na nich Miguela Lópeza de Legazpi, który przybył na nie z Meksyku w 1565. Założył wówczas pierwszą europejską osadę Cebu. W 1571 została założona Manila jako stolica Hiszpańskich Indii Wschodnich. 
Od 1565 do 1821 r. Filipiny były rządzone w ramach znajdującej się w Meksyku Wicekrólestwa Nowej Hiszpanii, zarządzanej później z Madrytu po meksykańskiej wojnie o niepodległość. Podczas swoich rządów Hiszpania stłumiła różne bunty, a także broniła się przed zewnętrznymi wyzwaniami militarnymi. 
Siły brytyjskie okupowały Manilę w latach 1762-1764 podczas wojny siedmioletniej. Hiszpańskie rządy zostały przywrócone na mocy traktatu paryskiego z 1763 r. Hiszpanie uważali swoją wojnę z muzułmanami w Azji Południowo-Wschodniej za przedłużenie rekonkwisty. Konflikt z Moro trwał kilkaset lat. W ostatniej ćwierci XIX wieku Hiszpania podbiła części Mindanao i Jolo, a muzułmanie Moro w Sułtanacie Sulu formalnie uznali suwerenność Hiszpanii. 
Andrés Bonifacio w 1892 roku założył wojownicze tajne stowarzyszenie o nazwie Katipunan, które szukało niezależności od Hiszpanii poprzez zbrojną rewoltę. 
Stowarzyszenie Katipunan rozpoczęło rewolucję filipińską w 1896 r.  Wewnętrzne spory doprowadziły do wyborów, w których Bonifacio stracił swoją pozycję, a Emilio Aguinaldo został wybrany na nowego przywódcę rewolucji. W 1897 r. pakt z Biak-na-Bato doprowadził do wygnania przywództwa rewolucji do Hongkongu. W 1898 roku rozpoczęła się wojna hiszpańsko-amerykańska, która dotarła na Filipiny. Aguinaldo powrócił, wznowił rewolucję i ogłosił niepodległość od Hiszpanii 12 czerwca 1898 r. Pierwsza Republika Filipin została ustanowiona 21 stycznia 1899 r.

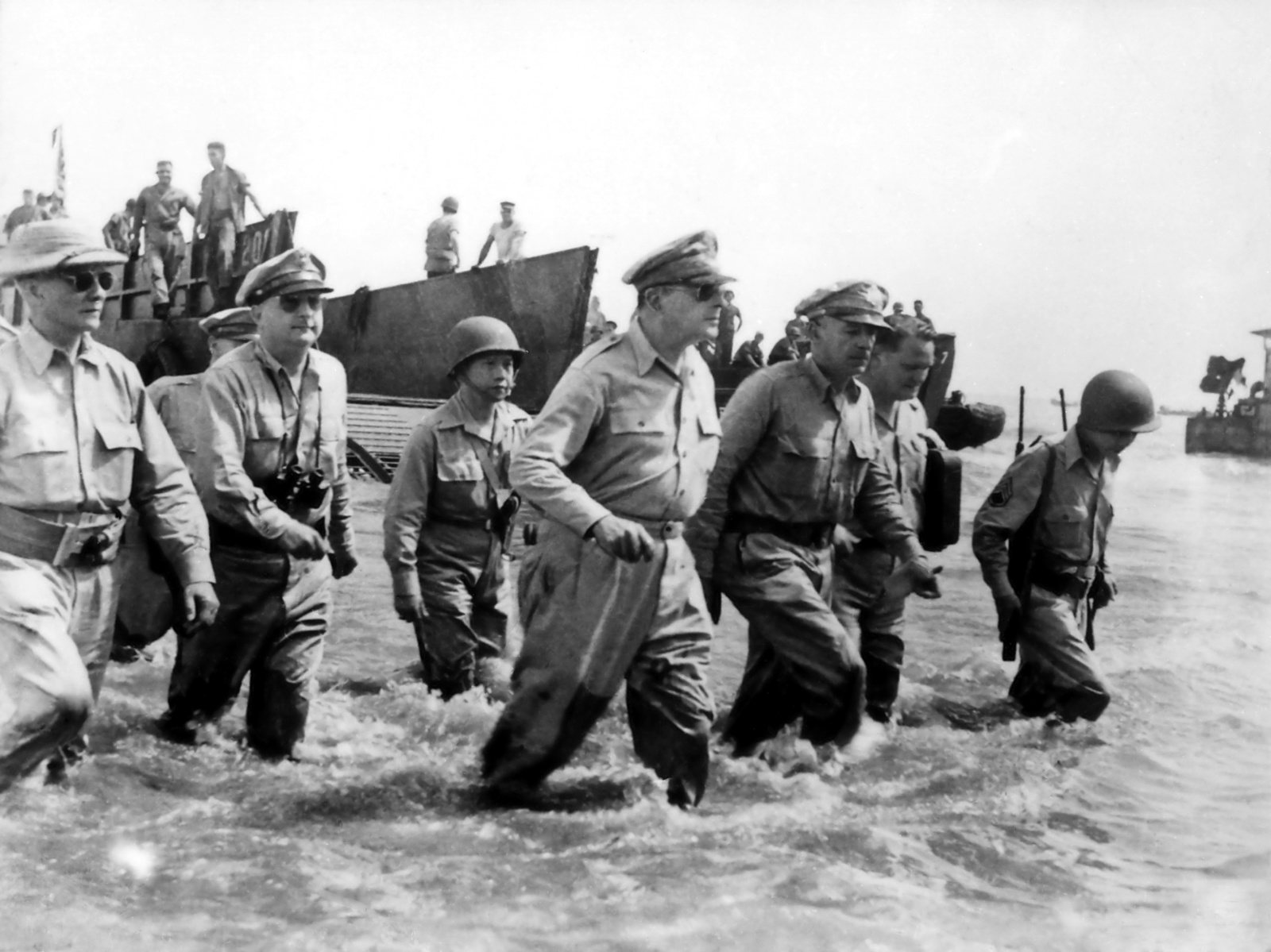
Generał Douglas MacArthur schodzi na brzeg podczas bitwy pod Leyte 20 października 1944 r

Wyspy zostały scedowane przez Hiszpanię Stanom Zjednoczonym wraz z Portoryko i Guamem w wyniku zwycięstwa USA w wojnie amerykańsko-hiszpańskiej. Gdy stawało się coraz jasne, że Stany Zjednoczone nie uznają Pierwszej Republiki Filipin, wybuchła wojna filipińsko-amerykańska. Wojna spowodowała śmierć od 250 000 do 1 miliona cywilów, głównie z powodu głodu i chorób. Po klęsce Pierwszej Republiki Filipin ustanowiono amerykański rząd cywilny. Siły amerykańskie nadal zabezpieczały i rozszerzały swoją kontrolę nad wyspami, zabezpieczając Sułtanat Sulu, i ustanawiając kontrolę nad wewnętrznymi obszarami górskimi, które opierały się hiszpańskiemu podbojowi.
Rozwój kulturowy wzmocnił ciągły rozwój tożsamości narodowej, a język tagalski zaczął dominować nad innymi lokalnymi językami.
Podczas II wojny światowej Cesarstwo Wielkiej Japonii zaatakowało, a Druga Republika Filipin, pod wodzą Jose P. Laurela, została ustanowiona jako państwo marionetkowe. Od 1942 japońskiej okupacji Filipin przeciwstawiała się podziemna działalność partyzancka na dużą skalę. Okrucieństwa i zbrodnie wojenne zostały popełnione podczas wojny, w tym Bataański Marsz Śmierci i masakra w Manili. Wojska alianckie pokonały Japończyków w 1945 roku. Szacuje się, że pod koniec wojny zginęło ponad milion Filipińczyków. 11 października 1945 roku Filipiny stały się jednym z członków założycieli Organizacji Narodów Zjednoczonych. 4 lipca 1946 roku Filipiny zostały oficjalnie uznane przez Stany Zjednoczone za niepodległe państwo na mocy traktatu z Manili, za prezydentury Manuela Roxasa.

## Okres postkolonialny (od 1946)
Po zakończeniu wojny o niepodległość, w 1948 wybuchło powstanie chłopskie zorganizowane przez partyzantów Hukbong, w dużej mierze wywodzących się z ruchu oporu w czasie okupacji. Powstanie zostało stłumione na początku lat 50. Głównym celem powstańców była reforma rolna i zerwanie stosunków z USA, których Filipiny były niegdyś kolonią. W 1962 roku Filipiny poparły rebelię w Brunei oraz udzieliły schronienia jej przywódcom. Wynikało to z filipińskich pretensji do tego regionu oraz niechęci do włączenia Brunei w skład Malezji. 

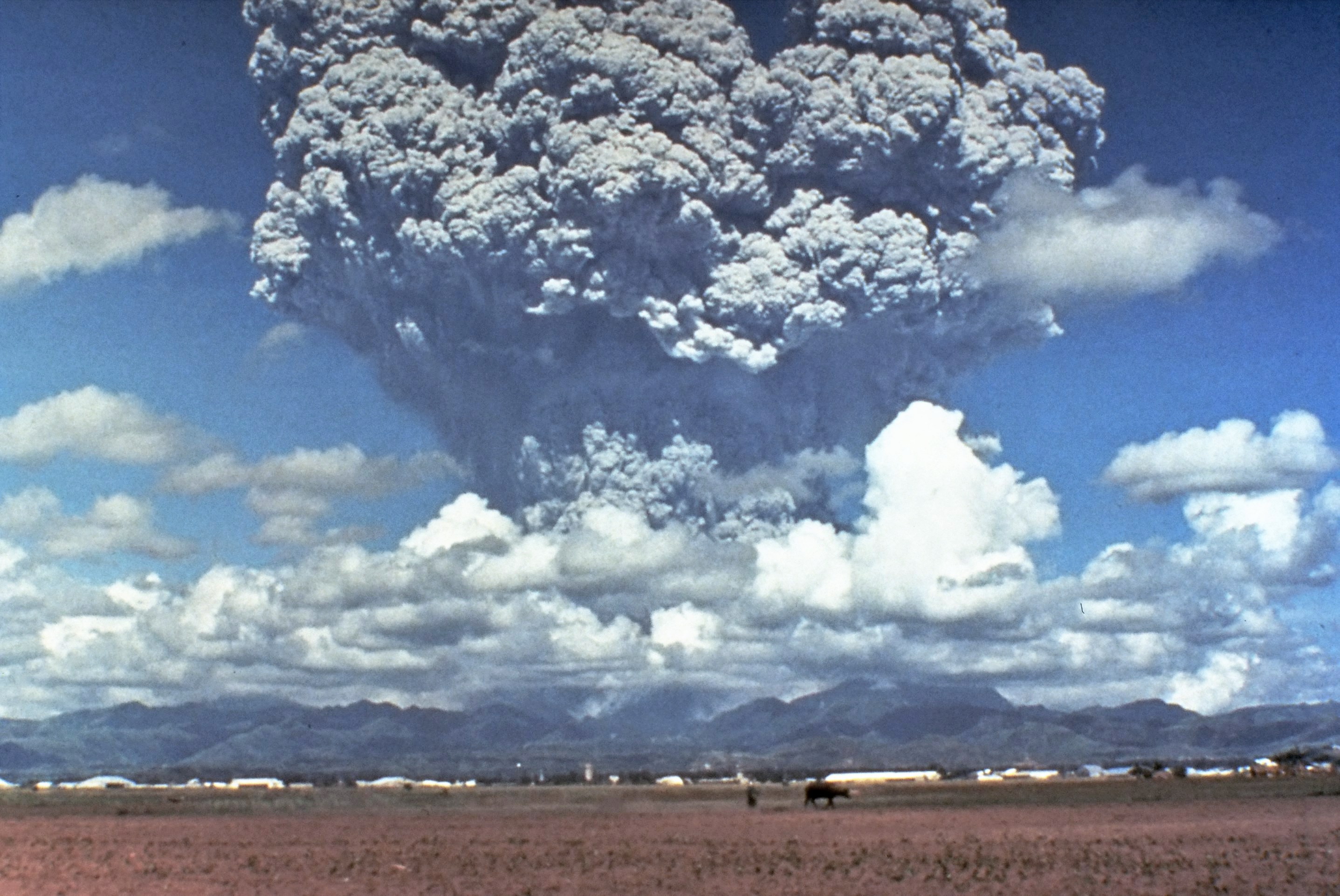
Erupcja wulkanu Pinatubo w 1991 roku była drugą co do wielkości erupcją wulkanu XX wieku.

W 1965 roku dyktatorskie rządy wprowadził Ferdinand Marcos. Nieudolne i skorumpowane rządy stały się przyczyną licznych wystąpień, strajków oraz kampanii partyzanckich przygotowanych przez lewicową Nową Armię Ludową oraz separatystyczny Narodowy Front Wyzwolenia Moro i Islamski Front Wyzwolenia Moro. Konflikt partyzancki zapoczątkowany w 1969 roku i trwający do dziś pochłonął około 40 tysięcy ofiar. 
W 1986 w kraju dokonał się pokojowy przewrót, w wyniku którego obalona została dyktatura Marcosa, a władzę objęła Corazon Aquino, zwyciężczyni wyborów prezydenckich.  W latach 1992–1998 na stanowisku szefa państwa zasiadał Fidel Ramos. W 1998 odbyły się kolejne wybory prezydenckie, wygrane przez Josepha Estradę. W styczniu 2001 Estrada został pozbawiony urzędu w wyniku oskarżenia o malwersacje finansowe. Jego miejsce zajęła wiceprezydent Gloria Macapagal-Arroyo, która wygrała wybory również w 2004. W 2010 na stanowisku zastąpił ją Benigno Aquino III. W 2016 wybory wygrał Rodrigo Duterte, który zaczął swoje rządy 30 czerwca.